# Pitkästö
Pitkästö är en ö i Finland. Den ligger i sjön Lappajärvi sjö och i kommunen Lappajärvi i den ekonomiska regionen  Järviseutu ekonomiska region  och landskapet Södra Österbotten, i den centrala delen av landet, 300 km norr om huvudstaden Helsingfors. Öns area är 29,2 hektar och dess största längd är 0,8 kilometer i sydöst-nordvästlig riktning.